# Eduardo Torres (político)
Eduardo Enrique Torres es un ingeniero y político argentino del Partido de la Concordia Social, que se desempeñó como senador nacional por la provincia de Misiones entre 2007 y 2011.

## Biografía
Miembro de la Unión Cívica Radical (UCR), en 1983 fue electo miembro de la Cámara de Representantes de la Provincia de Misiones.
Entre 1996 y 1998 fue presidente del comité provincial de la UCR, y desde 2003 adhirió al Partido de la Concordia Social, que conformó el Frente Renovador de la Concordia Social e impulsó la reelección del entonces gobernador justicialista Carlos Rovira. Bajo la gestión de Rovira, entre 2003 y 2007 presidió el Instituto Provincial de Lotería y Casinos, una Sociedad del Estado de la provincia de Misiones. Antes de dicho cargo, había sido director del Ente Provincial Regulador de Agua y Cloacas en representación de la UCR como partido de la oposición con mayor representación en la legislatura provincial.
Asumió como senador nacional por la provincia de Misiones en 2007 reemplazando a Maurice Closs tras su elección como gobernador. Integró el bloque del Frente para la Victoria. Presidió la comisión de Ambiente y Desarrollo Sustentable, y fue vocal en las comisiones de Economías Regionales, Micro, Pequeña y Mediana Empresa; de Trabajo y Previsión Social; de Agricultura, Ganadería y Pesca; de Derechos y Garantías; de Infraestructura, Vivienda y Transporte; y de Sistemas, Medios de Comunicación y Libertad de Expresión.
En 2008 votó a favor del proyecto de Ley de Retenciones y Creación del Fondo de Redistribución Social, al año siguiente también apoyó la Ley de Servicios de Comunicación Audiovisual, y en 2010 votó a favor de la ley de matrimonio entre personas del mismo sexo. Su mandato en el Senado concluyó en diciembre de 2011.
En 2011 regresó al Instituto Provincial de Lotería y Casinos para ocupar nuevamente su presidencia, hasta su retiro en 2017.

## Obras[13]
- Cosechas de injusticias (1999)
- Sabor Amargo (2005)
- Destino Incierto (2018)